# Église Saint-Michel de Guran
L'église Saint-Michel de Guran est une église catholique située à Guran, dans le département français de la Haute-Garonne en France.

## Présentation

### Mobilier
Sont inscrits à l'inventaire des monuments historiques :
- Une statue de saint Pierre avec une quenouille en bois sculpté et doré datant du XVIe - XVIIe siècle[1].
- Une statue de saint Michel en bois sculpté et doré datant du XVIe - XVIIe siècle[2].
- Un calice en argent réalisé par les orfèvres parisiens Martin et Dejean daté de 1837 à 1846[3].

### Fête
Une messe est célébrée le samedi après-midi à 18 h 00, à l'occasion de la fête du village (le week-end le plus près du 29 septembre, jour de la fête de saint Michel archange).

## Description

### Intérieur

#### Lanef
Les tableaux du chemin de croix sont des sculptures en bronze.

#### Lechœur
Sur l'abside sont placées deux statues (saint Michel archange et de saint Pierre (?) tenant une quenouille), au centre est placé un tableau de la crucifixion de Jésus où sont représentés la Vierge Marie et saint Jean l'évangéliste.

##### Les maîtres-autels
L'ancien
L'ancien maître-autel est en bois sculpté et peint à l'imitation du marbre rose.
La façade est ornée avec un cœur doré, une palme et une branche de laurier.
Il était utilisé avant le Concile Vatican II, lorsque le prêtre célébrait la messe dos aux fidèles.
Le nouveau
Le nouveau est en bois, il est recouvert d'un voile.
Il a été mis en place après le Concile Vatican II, ainsi le prêtre célèbre la messe face aux fidèles.

##### Le tabernacle
Le tabernacle est en bois sculpté et peint en blanc avec des ornements doré. Il surmonté d'un crucifix.
Sur la porte du réceptacle est représenté le Bon Pasteur.

#### Chapelle de laVierge Marie
L'autel est en bois sculpté et peint en blanc. Sur la façade est représenté le monogramme marial composé des lettres A et M entrelacées, initiales de l’Ave Maria. Dessus sont placées des statuettes de l'Enfant Jésus de Prague et de Notre-Dame de Lourdes. Au centre est représentée une ancre dorée, symbole d'espérance.
Au-dessus de l'autel est placé sur statue dorée de l'Immaculée Conception.

## Galerie

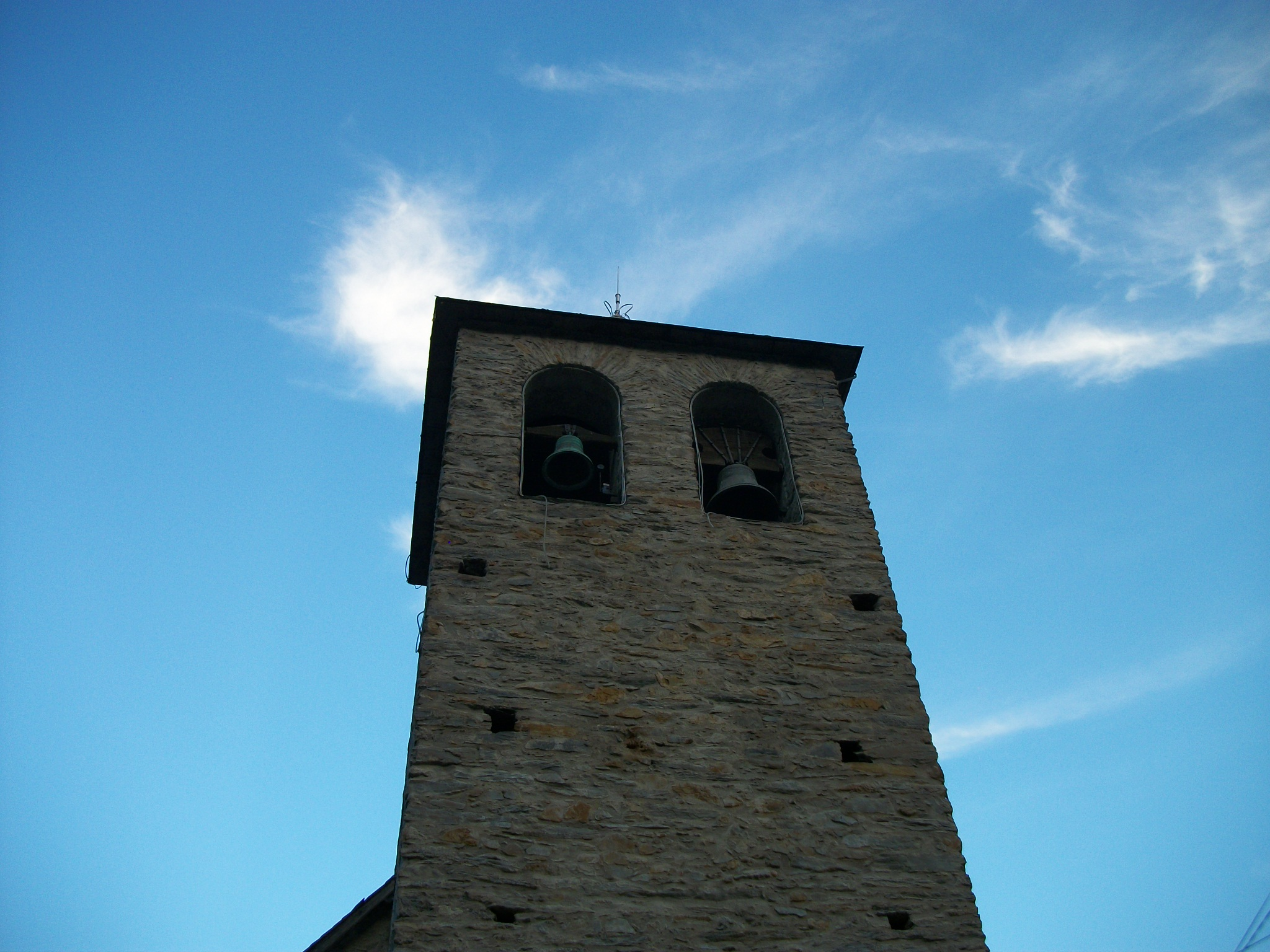
Le clocher carré
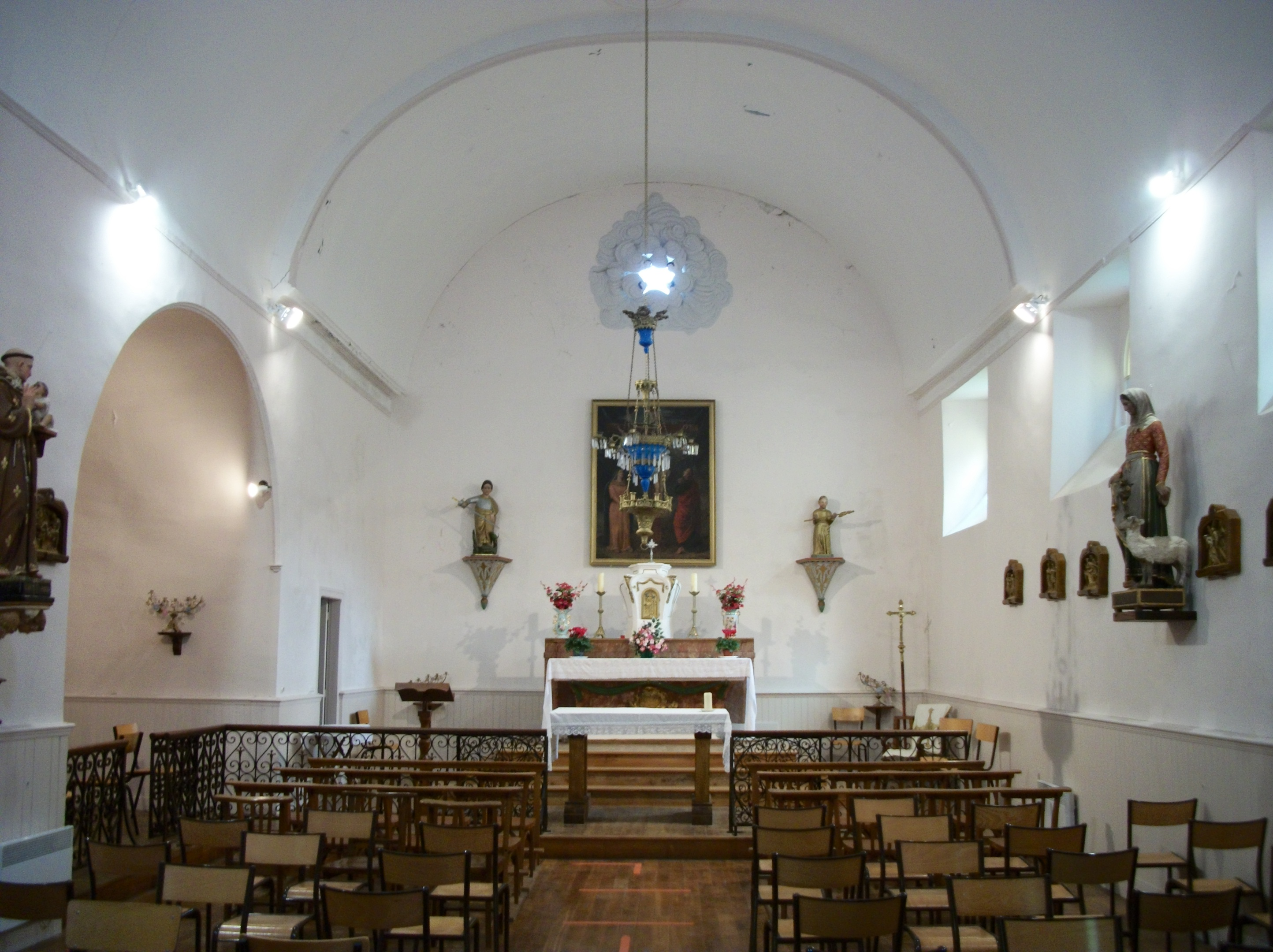
La nef et le chœur
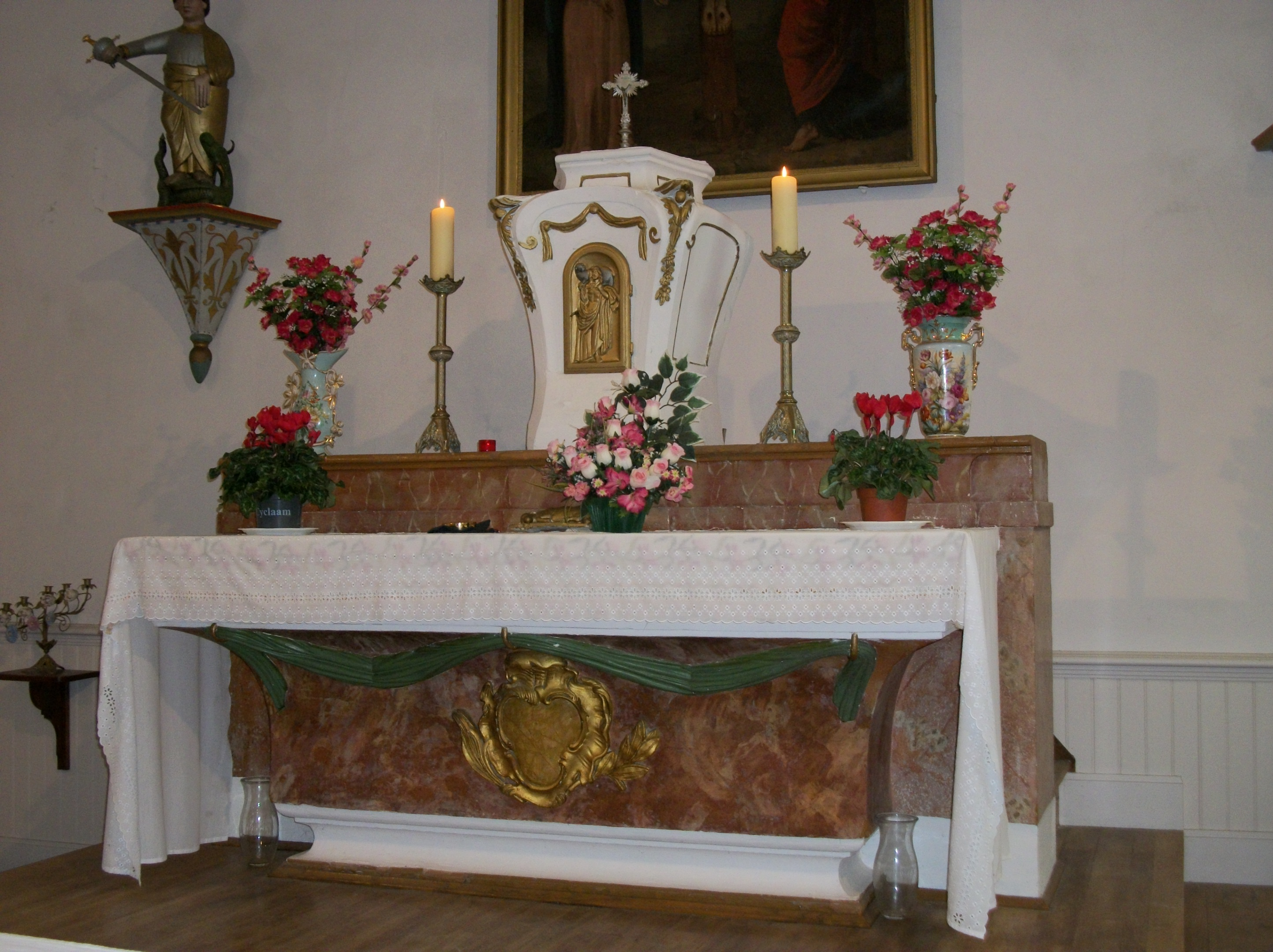
L'ancien maître autel et le tabernacle
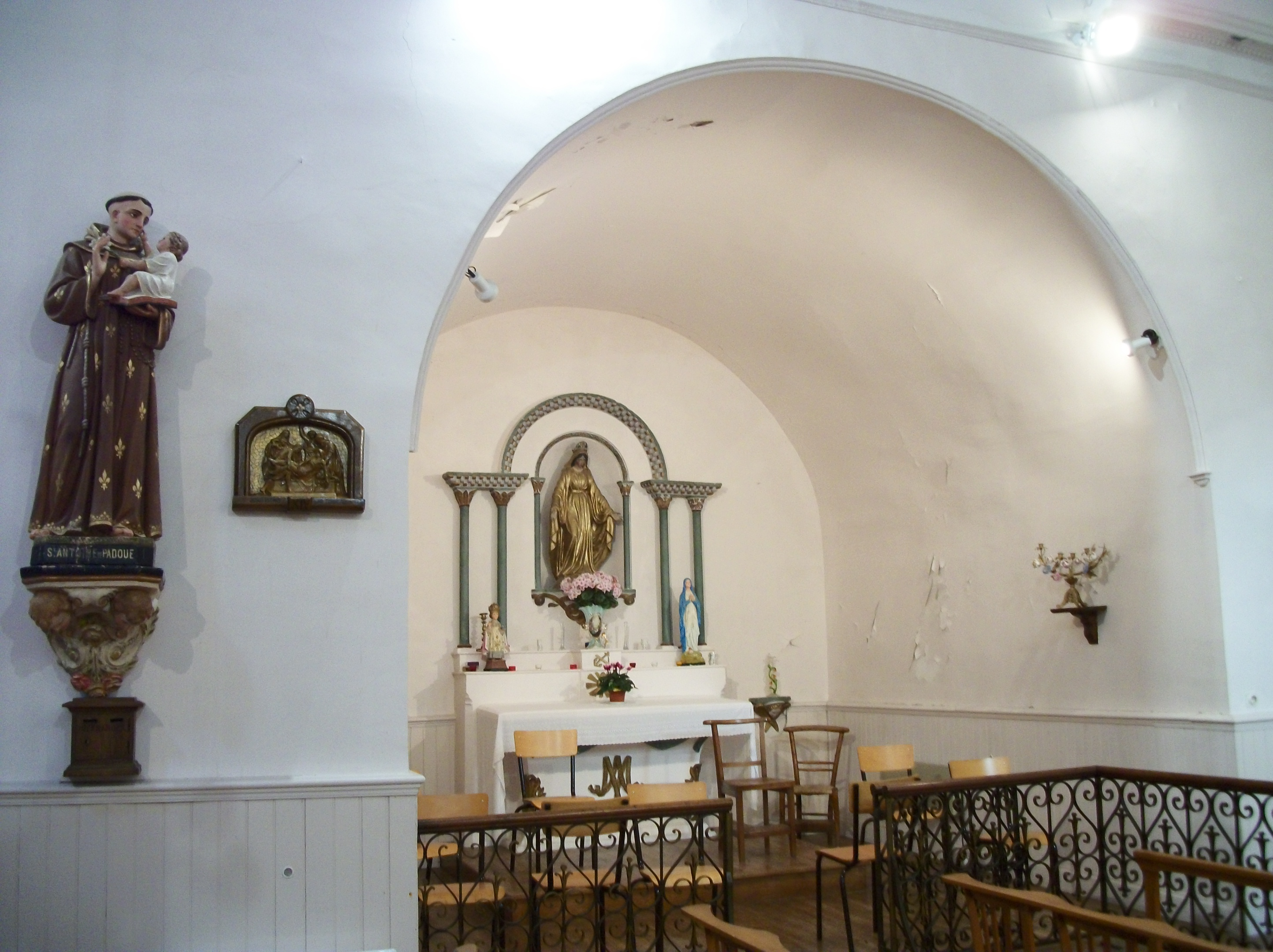
Chapelle de la Vierge Marie
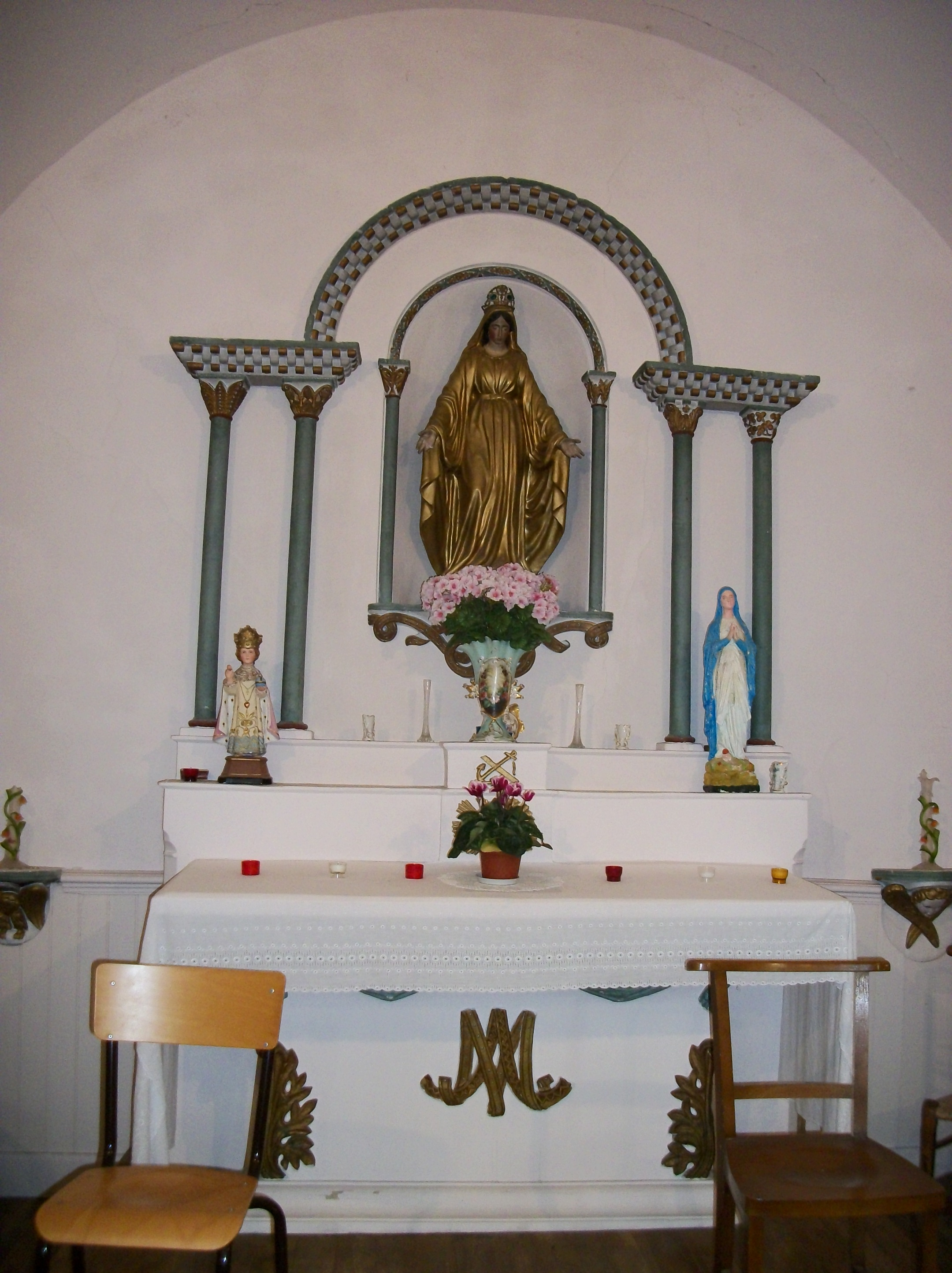